# McGrew (Nebraska)
McGrew est un village du comté de Scotts Bluff, dans l'État du Nebraska, aux États-Unis. En 2020, il comptait une population de 75 habitants.